# Ernst Löfgren
Ernst August Löfgren, född 12 augusti 1864 i Västerås i Västmanlands län, död 1 november 1945 i Norrtälje församling i Stockholms län, var en svensk jurist och lokalpolitiker.
Efter hovrättsexamen 1889 verkade Löfgren som extra ordinarie notarie i Svea hovrätt, blev tillförordnad domhavande 1892 och vice häradshövding 1893. Han tjänstgjorde i Svea hovrätt som amanuens, notarie och advokatfiskal samt under omkring tre år som adjungerad ledamot i Stockholms rådstugurätt. Han var häradshövding i Mellersta Roslags domsaga 1904–1934. Som politiker var han från 1906 ledamot av stadsfullmäktige i Norrtälje, där han också var ordförande under perioderna 1911–1916 och 1919–1933.
Ernst Löfgren var son till fabrikören Carl August Löfgren och Carolina Östgren. Han var från 1901 till sin död gift med Fransiska Hodell, född 1878 och död 1972, som var dotter till redaktören Frans Hodell och Therese Paul. Bland barnen märks skådespelaren Inga Hodell.